# مانوئل والس
مانوئل کارلوس ولس (به فرانسوی: Manuel Carlos Valls) (متولد ۱۳ اوت ۱۹۶۲ در بارسلون ) سیاست‌مدار فرانسوی و نخست‌وزیر فرانسه از ۳۱ مارس ۲۰۱۴ تا ۹ دسامبر ۲۰۱۶ بود. وی عضو حزب سوسیالیست فرانسه است و در سال ۲۰۱۲ با پیروزی فرانسوا اولاند در انتخابات ریاست جمهوری فرانسه، به عنوان وزیر کشور فرانسه در کابینه ژان مارک ارو مشغول به کار شد. با استعفای ژان مارک ارو و دولتش، دوران وزارت مانوئل ولس پایان یافت و خودش بعنوان نخست‌وزیر آغاز به کار کرد.
استعفای ژان مارک آیرو نخست‌وزیر پیشین فرانسه پس از آن صورت گرفت که حزب سوسیالیست فرانسه در انتخابات شوراهای شهر و شهرداری های فرانسه شکست سنگینی خورد. گرایش سیاسی مانوئل ولس به قسمت راست حزب سوسیالیست است.

## کودکی، تحصیلات، خانواده
مانوئل کارلوس ولس گالفتی در ۱۳اوت ۱۹۶۲ در محله هورتال بارسلون چشم به جهان گشود. او در سن بیست سالگی و در سال ۱۹۸۲ ملیت فرانسوی گرفت. او از معدود سیاستمداران فرانسویست که با استفاده از قوانین کسب ملیت، دارای ملیت فرانسوی شده‌است.
او پسر گزاویه والس، هنرمند و نقاش کاتالونیایی و لوییز آنجلا گالفتی، از منطقه تسان سویس ایتالیایی و خواهر ارشیتکت اورلیو گالفتی است. پسر عموی پدرش، مانوییل والس گورینا، سازنده سرود تیم فوتبال FC بارسلون است. او به زبانهای فرانسوی، اسپانیایی، کاتلونیایی و ایتالیایی مسلط است.

## شهردار اِوری
مانوئل والس در سال ۲۰۰۱ به سمت شهردار اوری انتخاب شد. در سال ۲۰۰۲ در انتخابات مجلس فرانسه بعنوان نماینده منطقه اسون انتخاب گشت و در سال ۲۰۰۷ با بیش از ۶۰٪ آراء مجدداً به نمایندگی مجلس انتخاب گردید.

## انتخابت ریاست جمهوری ۲۰۱۲
۱۳ ژوئن ۲۰۰۹ مانوئل والس تمایل خود به شرکت در انتخابات ریاست جمهوری فرانسه را، با شرکت در پیش انتخاب نماینده سوسیالیستها، رسماً اعلام نمود. در این انتخابات اولیه، وی با ۶٪ آراء در دور اول حذف شد. برای دور دوم وی پشتیبانی خود را از فرانسوا اولاند اعلام کرد.

## وزیر کشور
از ۱۶ مه ۲۰۱۲ وی به عنوان وزیر کشور در کابینه ژان مارک آیرو آغاز به کار کرد که با استعفای نخست‌وزیر و دولتش در ۳۱ مه ۲۰۱۴ خود بعنوان نخست‌وزیر جدید فرانسه آغاز به کار می‌کند.